# Серцевий вогонь
«Серцевий вогонь» (англ. Heartfire, 1998) — альтернативно-історичний / фентезійний роман американського письменника Орсона Скотта Карда. Це п'ята книга в серії «Легенди Елвіна Макера» Карда про Елвіна Міллера, сьомого сина сьомого сина. «Серцевий вогонь» був номінований на премію Locus Award у 1999 році.

## Короткий зміст сюжету
Елвін одружується на Пеггі, і вони зачали дочку (яка не народилася до кінця книги).
До Елвіна, Верілі Купера, Артура Стюарта та Майка Фінка приєднується Джон Джеймс Одюбон, франкомовний художник, який малює птахів. Ця група відправляється в місце, де переважають пуритани поблизу Бостона, і в кінцевому підсумку стикається із законами відьом.
Тим часом Пеггі у спробі звільнити рабів вирушила до Коронних колоній, рабовласницьких держав, якими правила династія Стюартів у вигнанні.
З'являється Періті, дівчина-пуританка, чиї батьки були повішені за їхні вміння, які пуритани вважають чаклунством. Періті зустрічає групу Елвіна, і Артур Стюарт розповідає їй всю історію їхніх подорожей. П'юріті йде, переконана, що вони відьми, і розповідає про це місцевому відьмаку Квіллу, який є злим і перекручує свої слова проти неї та хлопців. Квіл має намір повісити їх, а також Чистоту.
Елвін заманює Артура Стюарта, Майка Фінка та Одюбона, ведучи їх за собою у зелений спів, який дозволяє їм пробігти сотні миль без втоми, але повернутися назад, не дочекавшись інших на шляху. Елвін здається людям, посланим за «відьмами», а Верілі поки що ховається.
Квілл змушує Чистоту та Елвіна бігати по вузьких колах, щоб виснажити їх — напівлегальна форма тортур, яка має на меті змусити їх зізнатися у відьомстві. Верілі приходить і голосно сварить Квілла перед натовпом, кажучи, що це негуманно.
На суді Верілі Купер наводить аргументи на користь скасування законів про чаклунство: на всіх попередніх судах над відьмами саме відьмак згадував про будь-який зв'язок із Сатаною, тоді як підсудний був надто побитий, щоб чинити опір. Суддя, Джон Адамс, співчуває, але розуміє, що раптове повалення законів, які довго дотримувалися, спричинить соціальну нестабільність. Однак, ґрунтуючись на доказах Верілі, він призупиняє дію ліцензій усіх відьмаків у Новій Англії за ймовірну неправомірну поведінку; оскільки, щоб відновити свої ліцензії, відьмак мав би довести свої претензії в звичайному суді, а оскільки це неможливо, це фактично припиняє практику судових процесів над відьмами, залишаючи закони в законі.
Кальвін повернувся до Америки з Франції з Оноре де Бальзаком, французьким хлопчиком-письменником. Вони зустрічаються з Пеггі, і Келвін потрапляє в серйозні халепи.